# Julia Beljajeva
Julia Beljajeva (Tartu, 21 de juliol de 1992) és una esportista estoniana que competeix en esgrima, especialista en la modalitat d'espasa.
Va participar en dos Jocs Olímpics d'Estiu, i hi va obtenir una medalla d'or a Tòquio 2020, en la prova per equips (juntament amb Irina Embrich, Erika Kirpu i Katrina Lehis), i el quart lloc a Rio de Janeiro 2016, en la mateixa prova. En els Jocs Europeus de Bakú 2015 hi va obtenir una medalla de plata en la prova per equips.
Va guanyar quatre medalles en el Campionat del Món d'esgrima entre els anys 2013 i 2017, i set medalles en el Campionat d'Europa d'esgrima entre els anys 2012 i 2018.

## Palmarès internacional
| Jocs Olímpics      | Jocs Olímpics       | Jocs Olímpics | Jocs Olímpics     |
| Any                | Lloc                | Medalla       | Prova             |
| ------------------ | ------------------- | ------------- | ----------------- |
| 2020               | Tòquio ( Japó)      | 1             | Espasa per equips |
| Campionat del món  |                     |               |                   |
| Any                | Lloc                | Medalla       | Prova             |
| 2013               | Budapest ( Hongria) | 1             | Espasa individual |
| 2014               | Kazán ( Rússia)     | 2             | Espasa per equips |
| 2017               | Leipzig ( Alemanya) | 1             | Espasa per equips |
| 2017               | Leipzig ( Alemanya) | 3             | Espasa individual |
| Jocs Europeus      |                     |               |                   |
| Any                | Lloc                | Medalla       | Prova             |
| 2015               | Bakú ( Azerbaidjan) | 2             | Espasa per equips |
| Campionat d'Europa |                     |               |                   |
| Any                | Lloc                | Medalla       | Prova             |
| 2012               | Legnano ( Itàlia)   | 3             | Espasa per equips |
| 2013               | Zagreb ( Croàcia)   | 1             | Espasa per equips |
| 2015               | Montreux ( Suïssa)  | 2             | Espasa per equips |
| 2016               | Toruń ( Polònia)    | 1             | Espasa per equips |
| 2017               | Tbilissi ( Geòrgia) | 3             | Espasa individual |
| 2018               | Novi Sad ( Sèrbia)  | 3             | Espasa individual |
| 2018               | Novi Sad ( Sèrbia)  | 3             | Espasa per equips |